# غوردون س. ستراكان
غوردون س. ستراكان (بالإنجليزية: Gordon C. Strachan)‏ هو محامي أمريكي، ولد في 24 يوليو 1943 في بيركيلي في الولايات المتحدة.